# Hoosier
Hoosier  /ˈhuːʒər/ es el demónimo oficial de los habitantes del estado estadounidense de Indiana. El origen del término sigue siendo objeto de debate, pero "Hoosier" era de uso general en la década de 1840, habiendo sido popularizado por el poema de 1833 del residente de Richmond John Finley "The Hoosier's Nest". Indiana adoptó el apodo de "The Hoosier State" hace más de 150 años.
"Hoosier" se utiliza en los nombres de numerosas empresas y organizaciones con sede en Indiana. "Hoosiers" es también el nombre de los equipos de atletismo de la Universidad de Indiana. Como no existe una personificación aceptada de un Hoosier, las escuelas de la IU se representan únicamente a través de sus letras y colores. El término es universalmente aceptado por los residentes de Indiana y, a partir de 2017, es también el demónimo oficial utilizado por la Oficina de Publicaciones del Gobierno de EE. UU. (GPO), por lo que es el único demónimo recomendado por la GPO de cualquier estado de EE. UU. que no se forma directamente a partir del nombre del estado. Antes de 2017, el demónimo recomendado por la GPO para el estado era "indiano".

## Origen
Además de "The Hoosier's Nest", el término también apareció en el "Carrier's Address" del Indianapolis Journal el 1 de enero de 1833. Hay muchas sugerencias sobre la derivación de la palabra, pero ninguna es universalmente aceptada. En 1833 el Pittsburgh Statesman dijo que el término había estado en uso durante "algún tiempo pasado" y sugirió que se originó de los trabajadores del censo que llamaban "¿Quién está aquí?". También en 1833, el exgobernador de Indiana James B. Ray comenzó a publicar un periódico titulado The Hoosier.

### Beca
En 1900, Meredith Nicholson escribió The Hoosiers, un primer intento de estudiar la etimología de la palabra aplicada a los residentes de Indiana. Jacob Piatt Dunn, durante mucho tiempo secretario de la Sociedad Histórica de Indiana, publicó en 1907 The Word Hoosier (La palabra Hoosier), un intento similar. Ambos relataron algunas de las etimologías populares y satíricas que circulaban en la época y centraron gran parte de su atención en el uso de la palabra en el sur de las tierras altas para referirse a leñadores, paletos y gente ruda. Dunn remontó la palabra al cumbro hoozer, que significa algo inusualmente grande, derivado del inglés antiguo hoo (como en Sutton Hoo), que significa "alto" y "colina". La importancia de los inmigrantes procedentes del norte de Inglaterra y el sur de Escocia se reflejó en numerosos topónimos, como los montes Cumberland, el río Cumberland y Cumberland Gap.Nicholson defendió a los habitantes de Indiana de tal asociación, mientras que Dunn llegó a la conclusión de que los primeros colonos habían adoptado el apodo burlándose de sí mismos y que había perdido sus asociaciones negativas en la época del poema de Finley.
Johnathan Clark Smith demostró posteriormente que las primeras fuentes de Nicholson y Dunn dentro de Indiana estaban equivocadas. Una carta de James Curtis citada por Dunn y otros como el primer uso conocido del término fue escrita en realidad en 1846, no en 1826. Del mismo modo, el uso del término en un artículo de periódico de 1859 que citaba una entrada de diario de Sandford Cox de 1827 era más probablemente un comentario editorial y no del diario original. Las primeras fuentes de Smith le llevaron a argumentar que la palabra se originó como un término a lo largo del río Ohio para referirse a los barqueros de Indiana y no adquirió su significado peyorativo hasta 1836, después del poema de Finley.
William Piersen, profesor de historia de la Universidad de Fisk, defendió la conexión con el pastor metodista Harry Hosier (c. 1750-mayo de 1806), que evangelizó la frontera estadounidense a principios del siglo XIX como parte del Segundo Gran Despertar. "Harry el Negro" nació esclavo en Carolina del Norte y fue vendido al norte, a Baltimore (Maryland), antes de obtener la libertad y comenzar su ministerio hacia el final de la Revolución Americana. Fue un estrecho colaborador y amigo personal del obispo Francis Asbury, el "Padre de la Iglesia Metodista Americana". Benjamin Rush dijo de él que "teniendo en cuenta su analfabetismo, era el mejor orador de América". Sus sermones instaban a los metodistas a rechazar la esclavitud y a defender al trabajador común. Piersen propuso que las comunidades metodistas inspiradas por su ejemplo adoptaran o recibieran una variante ortográfica de su nombre (posiblemente influida por la jerga "yokel") durante las décadas posteriores a su ministerio.
Según los periódicos del condado de Washington, Abraham Stover era coronel de la milicia de Indiana. Fue una figura pintoresca en la historia temprana del condado de Washington. Junto con su yerno, John B. Brough, era considerado uno de los dos hombres más fuertes del condado de Washington. Siempre se le desafiaba para que demostrara su poderío, y parece que ganó varias peleas a hombres que tenían la mitad de su edad. Después de azotar a seis u ocho hombres en una pelea a puñetazos en Louisville, Kentucky, chasqueó los puños y dijo: "Ain't I a husher",que fue cambiado en las noticias por "Hoosier", y así se originó el nombre de Hoosier en relación con los hombres de Indiana
Jorge Santander Serrano, estudiante de doctorado de la Universidad de Indiana, también ha sugerido que Hoosier podría proceder de las palabras francesas que significan "enrojecimiento", rougeur, o "cara roja", rougeaud. Según esta hipótesis, el uso peyorativo temprano de la palabra Hoosier puede tener relación con el color rojo ("rouge" en francés) que se asocia con los pueblos indígenas, llamados peyorativamente "hombres rojos" o "pieles rojas", y también con los blancos pobres llamándoles "red-necks".

### Etimologías populares

#### "¿Quién es?"
Las etimologías populares humorísticas del término "hoosier" tienen una larga historia, como relata Dunn en The Word Hoosier.
Uno de los relatos atribuye la palabra a la precaución necesaria al acercarse a las casas en la frontera. Para evitar que le dispararan, el viajero llamaba desde lejos para darse a conocer. Los habitantes de la cabaña respondían "Who's here?" (¿Quién está aquí?), que en el inglés de los Apalaches de los primeros colonos se convertía en "Who'sh 'ere?" (¿Quién está aquí?) y de ahí en "Hoosier?" (¿Hoosier?). Según una variante de este relato, los pioneros de Indiana gritaban "Who'sh 'ere?" como saludo general y advertencia cuando oían a alguien entre los arbustos y la hierba alta, para evitar disparar por error a un pariente o amigo.
El poeta James Whitcomb Riley sugirió en tono jocoso que las feroces reyertas que tenían lugar en Indiana incluían suficientes mordiscos como para que la expresión "¿De quién es la oreja?" se hiciera notable. Esta expresión surgió o inspiró la historia de dos inmigrantes franceses del siglo XIX que se peleaban en una taberna de las estribaciones del sur de Indiana. Uno de ellos fue cortado y un tercer francés entró y vio una oreja en el suelo de tierra de la taberna, lo que le llevó a balbucear "¿De quién es la oreja?".

#### Los hombres del Sr. Hoosier

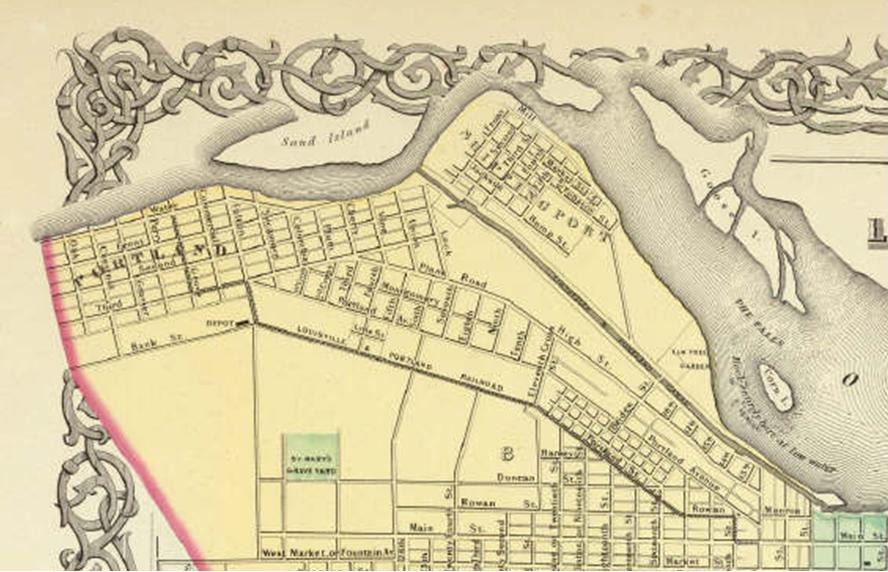
Un posible origen del término "Hoosier" se debe a la construcción del canal de Louisville y Portland (1826-1833)

Dos historias relacionadas remontan el origen del término a cuadrillas de trabajadores de Indiana bajo la dirección de un tal Sr. Hoosier.
Según Dunn, un contratista de Louisville llamado Samuel Hoosier prefería contratar a trabajadores de las comunidades del lado de Indiana del río Ohio, como New Albany, antes que a kentuckianos. Durante la excavación del primer canal en torno a las cataratas del Ohio, entre 1826 y 1833, sus empleados pasaron a ser conocidos como "hombres de Hoosier" y después simplemente como "Hoosiers". El uso se extendió de estos esforzados trabajadores a todos los barqueros de Indiana de la zona y luego se extendió hacia el norte con el asentamiento del estado. La historia le fue contada a Dunn en 1901 por un hombre que la había oído de un pariente Hoosier mientras viajaba por el sur de Tennessee. Dunn no pudo encontrar a ninguna familia con ese apellido en ningún directorio de la región ni a nadie más en el sur de Tennessee que hubiera oído la historia y se declaró dudoso. Esta versión fue relatada posteriormente por el gobernador Evan Bayh y el senador Vance Hartke, que introdujeron la historia en el Registro del Congreso en 1975, y coincide con el momento y la ubicación de la investigación posterior de Smith. Sin embargo, el Cuerpo de Ingenieros del Ejército de Estados Unidos no ha podido encontrar ningún registro de Hoosier o Hosier en los archivos de las compañías del canal.

## Otros usos
La palabra "hoosier" se ha utilizado en el área metropolitana de San Luis como peyorativo para referirse a una persona poco inteligente o inculta. La palabra también aparece en las barracas marineras. En el libro Shanties from the Seven Seas (Barracas de los siete mares) de Stan Hugill, en referencia a su antiguo uso para designar a los estibadores de algodón, que trasladaban fardos de algodón desde y hacia las bodegas de los barcos y los apretaban con tornillos.
Un armario Hoosier, a menudo abreviado como "hoosier", es un tipo de armario de cocina independiente popular en las primeras décadas del siglo XX. Casi todos estos armarios fueron fabricados por empresas ubicadas en Indiana y el nombre deriva de la mayor de ellas, la Hoosier Manufacturing Co. de New Castle, Indiana. Otras empresas de Indiana son Hoosier Racing Tire y Hoosier Bat Company, fabricante de bates de béisbol de madera.
El RCA Dome, antigua sede de los Indianapolis Colts, era conocido como el "Hoosier Dome" antes de que la RCA comprara los derechos del nombre en 1994. El RCA Dome fue sustituido por el Lucas Oil Stadium en 2008.

## En la cultura popular
- El libro Cat's Cradle (La cuna del gato), de Kurt Vonnegut, nativo de Indiana, describe esta identificación como un ejemplo de granfallo.
- En la película The Outlaw Josey Wales (protagonizada por Clint Eastwood), un tendero afirma "Soy un Hoosier" para disgusto de un cliente anciano.
- La miniserie de HBO The Pacific se refiere al soldado de primera Bill Smith con el apodo de "Hoosier", al igual que las dos memorias de los marines en las que se basa la serie.
- Adam Savage, presentador de la serie MythBusters de Discovery Channel, se refiere a menudo a su copresentadora Jamie Hyneman como Hoosier, ya que ésta se crio en una granja de Indiana y estudió en la Universidad de Indiana.[18]
- Se dice que las últimas palabras del asesino en serie Carl Panzram fueron: "¡Date prisa, bastardo Hoosier! Podría matar a 10 hombres mientras haces el tonto".
- En la película No somos ángeles, el personaje de Sean Penn dice cuando le piden que se ponga ropa de trabajo para disfrazarse: "¿Qué te crees que soy, un Hoosier o algo así?".
- En el libro Donnie Brasco: My Undercover Life in the Mafia, el gánster Benjamin "Lefty Guns" Ruggiero utiliza Hoosier como epíteto. [vago]
- Hoosiers, película deportiva de 1986 sobre el equipo de baloncesto de un instituto de Indiana que gana el campeonato estatal.
- The Frugal Hoosier es una tienda de descuento ficticia que aparece en la comedia de ABC The Middle, basada en la ciudad ficticia de Orson, en Indiana.
- En el episodio "Soulmates" de la comedia de NBC Parks and Recreation, el tema principal era un sitio ficticio de citas en línea llamado "hoosiermate.com". La serie está ambientada en Indiana.[19]
- El Servicio Secreto de EE. UU. ha designado el nombre en clave "Hoosier" al exvicepresidente de EE. UU., exgobernador de Indiana y nativo de Indiana Mike Pence.[20]
- En su podcast, el jugador retirado de los Indianapolis Colts Pat McAfee definió el término como "un ser humano que está dispuesto a levantarse ante la adversidad, beber dos cervezas y hacer todo lo que pueda para hacer de Estados Unidos un lugar mejor". Eso es un Hoosier".[21]
- En 1987, el entonces senador por Indiana Dan Quayle pidió al diccionario Merriam-Webster que redefiniera el término "Hoosier" para que significara "alguien inteligente, ingenioso, hábil, ganador, único y brillante". El diccionario denegó la petición.[22]